# О толковании сновидений
«О толковании сновидений», или «О предсказаниях во сне» (др.-греч. Περὶ τῆς καθʼ ὕπνον μαντικῆς — О повседневной магии; лат. De divinatione per somnum), — трактат Аристотеля, где он рассуждает, можно ли гадать по снам и верить ли в вещие сны. Этот небольшой трактат входит в цикл «Малые сочинение о природе» и является продолжением трактата «О сновидении». Данное сочинение состоит из двух частей: в первой Аристотель рассуждает о причинах снов и возможно ли предсказывать будущее с помощью них; во второй части Аристотель объясняет, почему всё-таки люди верят в сны и связывают их с реальностью.

## Содержание

### Первая часть трактата
Первую часть своего трактата «О предсказаниях во сне» Аристотель начинает с рассмотрения вариантов отношения людей к возможному факту существования вещих снов и способности их толкования человеком. Он указывает на главную причину наличия веры в вещие сны или её отсутствия — различное объяснение конкретными людьми природы своих сновидений, их сущности. Так, в случае, если приравнивать сновидения чувственному опыту — то поверить в предсказания, смысл сновидений можно на основании своего личного опыта или опыта большинства, кто видел такие сны. Но в то же время в вещие сны и гадания многие люди не верят, поскольку феномен предсказаний во сне никакого разумного объяснения не имеет. Упоминая о несостоятельности предзнаменований, Аристотель говорит о нелепости в слепой убежденности того, что Бог — причина вещих снов, поскольку сны, в таком случае, не представляют возможную привилегию хороших и благоразумных, так как посылаются самым разным людям. Он отмечает, что вместе с отрицанием Бога как причины вещих снов, никакое другое объяснение не кажется основательным, поскольку принято думать, что для объяснения подобных явлений требуется разумение, превосходящее человеческое. Хотя сам Аристотель и относится к возможности предсказания во сне скептически, он пытается дистанцироваться от того, что можно было бы понять как мистическое или сверхъестественное и найти рациональное объяснение данному феномену. Он формулирует и объясняет возможную природу сновидений.
Природа сновидений:
```
Причина – сновидение стало результатом каких-либо действий, событий во внешнем мире
.
В таком случае сны представляют проекцию размышлений человека, которые возникли у человека во период его бодрствования.
```

```
Предзнаменование – в сновидении предвидятся события, которые произойдут в будущем.
 
Так как во сне незначительные детали имеют склонность становится более явными, то, сны действительно иногда могут помочь в определении болезней, дать возможность заранее “предвидеть” их. Аристотель объясняет это движениями и изменениями, которые происходят в организме и во время сна иногда могут проявляться сильнее и быть лучше заметны. Аристотель считает, что на таком основании вещие сны могут быть также полезны исследователям и философам.
```

```
Случайность – сновидение не влияет ни на что и ни от чего не зависит
. 
В этом случае, сновидения является совпадениями. Это происходит так же, как происходит, когда человек упомянул о чем-то, а оно действительно произошло. В таком случае сновидение подобно упоминанию и его исполнение - не является ни причиной, ни предзнаменованием для того, кто его видел. Соответственно, большинство снов и не сбывается, ведь совпадения случаются не всегда и не в большинстве случаев.
```

### Вторая часть трактата
Во второй части трактата Аристотель заключает, что сны не могут быть посланы божеством. Сны видят не только люди, но и прочие животные: собаки, лошади, быки и другие живородящие четвероногие (536Ь) Поэтому нельзя сказать, что сновидения посланы от бога (хотя они причастны к божественному) и что они предназначены для предсказания (ведь животные не могут понять того, что во снах). Доказательством является то, что не только мудрецы, но и вполне обычные, заурядные люди оказываются провидцами, значит, не бог посылает последним их сновидения. Аристотель отмечает, что они по чистой случайности и совпадению угадывают некоторые события в жизни или видят об этом сны. Для Аристотеля совершенно естественно и то, что многие сновидения, представляющие по своей природе предзнаменования, не сбываются по причине изменения характера условий, вызывающих и указывающих на них. Следовательно, неудивительно, что не все, чему, казалось бы, предстоит быть, на самом деле будет действительным. Аристотель дополняет это утверждением, что подобные сновидения должны все же признаться началами, хотя они и не привели к исполнению ожидаемого, и по природе предзнаменования для того, что, однако, так и не произошло.
Далее Аристотель говорит об объяснении вещих сновидений, которые содержат иные, чем вышеуказанные начала. Эти начала исключительны или по времени, месту или размеру; или пусть, если они и не являются исключительными в этом отношении, то над исполнением содержания таких снов люди все так же остаются не властны, к тому же, предсказания таких снов — не является результатом простого совпадения. Здесь он также критикует позицию Демокрита о снах, который считает, что вещие сновидения возникают от движения образов и истечений, исходящих от предметов. В результате передачи движения, которое продолжается на некоторое расстояние, когда начальное движение прекращается, первопричины движения уже нет. Таким же образом ничто не препятствует тому, чтобы до спящих душ доходило движение и ощущение от тех предметов, от которых, по его мнению, исходят образы и истечения, достигающие души совершенно случайно и поэтому более ощутимы ночью, потому что днем все ощущения развеиваются на ветру. Согласно Демокриту, при посредстве сновидений эти образы вызывают ощущения в теле, так как спящие даже малые внешние движения ощущают скорее, чем бодрствующие. Спящий человек улавливает тонкие движения, воспринимает их, что в сущности и вызывает видения, на основании которых можно предвидеть будущее относительно соответствующих вещей. Этим Демокрит, по замечанию Аристотеля, не только прекрасно демонстрирует, почему не только мудрые способны предвидеть будущее, но и объясняет, почему это ярко наблюдается в состоянии исступления. Так, некоторые люди лучше видят сны благодаря тому, что их не беспокоят собственные движения, так они обладают предвидением. Также люди видят вещие сны и сны о знакомых, ведь движения тех, кто им знаком, улавливаются лучше и они находятся к ним ближе.
В заключение, Аристотель говорит о том, что искусный толкователь снов — тот, кто умеет усматривать сходные черты, поскольку точное соответствие снов и событий — зачастую обычная фикция. Он сравнивает содержание сна с отражением в воде, которое вследствие большого движения может изменяться, быть не похожим на свой настоящий предмет.
Искусный толкователь в этом смысле умеет быстро распознавать, видеть в искаженных образах конкретные события, явления, причины, людей и так далее. По Аристотелю, толкователь сна сам решает, чему подобен сон, ведь движение [в душе] нарушило прямой характер его сновидения.

## Мыслители, упоминаемые в трактате
- Демокрит

## Переводы
- Интеллектуальные традиции Античности и Средних веков Архивная копия от 21 января 2022 на Wayback Machine (исследования и переводы) / Составление и общая редакция М. С. Петровой. — М.: Кругъ, 2010. — 736 с. — (Гуманитарные науки в исследованиях и переводах. Том I). C. 169—175.